# Gare de Villefranque
Gare de Villefranque vasútállomás Franciaországban, Villefranque településen.

## Vasútvonalak
Az állomást az alábbi vasútvonalak érintik:
- Bayonne–Saint-Jean-Pied-de-Port-vasútvonal

## Kapcsolódó állomások
A vasútállomáshoz az alábbi állomások vannak a legközelebb:
- Gare d’Ustaritz
- Gare de Bayonne